# جوزپه فارینا (بازیکن فوتبال)
جوزپه فارینا (انگلیسی: Giuseppe Farina; ۴ ژوئیهٔ ۱۹۲۷ – ۲۳ سپتامبر ۱۹۹۵) بازیکن فوتبال اهل ایتالیا بود.
از باشگاه‌هایی که در آن بازی کرده‌است می‌توان به باشگاه فوتبال سمپدوریا، باشگاه فوتبال اودینزه، و باشگاه فوتبال تورینو اشاره کرد.
وی همچنین در تیم ملی فوتبال ایتالیا بازی کرده‌است.